# Aades
Aades là một chi bọ cánh cứng thuộc họ Curculionidae.

## Các loài
Hiện có 4 loài được xếp vào chi này:
- Aades bicristatus (Schoenherr, 1823)[15][16][17][18][19][20][21]
- Aades bifoveifrons (Lea, 1916)[14][22][23][24]; cận phụ loài của Aades bifoveifrons là Aades foveipennis bifoveifrons hoặc Aades foveipennis var. bifoveifrons[25][26][27]
- Aades cultratus (Schoenherr, 1823)[28][29][30][31][32][33][34]
- Aades franklini (Heller, K.M., 1925); cũng được xem thuộc chi khác là Aterpus với tên Aterpus franklini[35][36][37]

## Hình ảnh

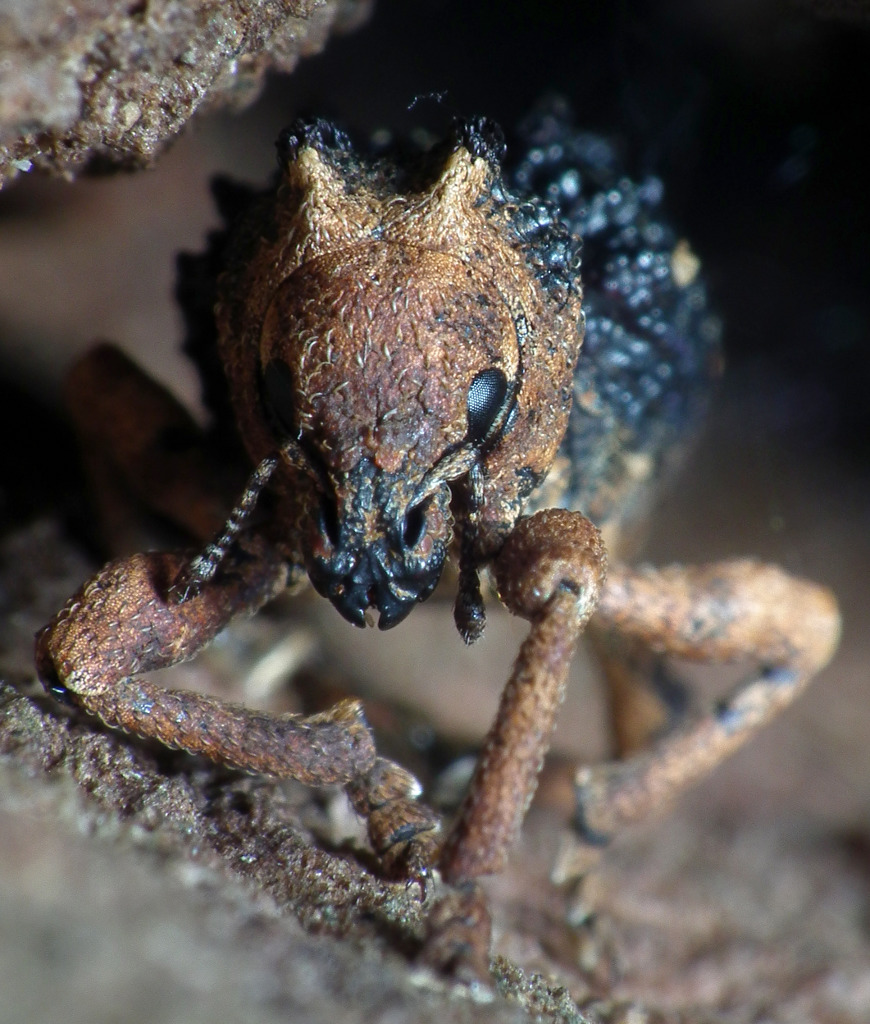